# Грослёбихау
Грослёбихау (нем. Großlöbichau) — община в Германии, в земле Тюрингия. 
Входит в состав района Заале-Хольцланд. Подчиняется управлению Дорнбург-Камбург.  Население составляет 802 человека (на 31 декабря 2010 года). Занимает площадь 6,22 км².
Коммуна подразделяется на 15 сельских округов.